# Initiative Briggs
La proposition 6, plus connue sous le nom d’initiative Briggs, est une proposition de loi californienne soumise à référendum le 7 novembre 1978. Imaginée par le sénateur d'État conservateur, John Briggs, à la suite de la victoire de la coalition homophobe Save Our Children de la chanteuse Anita Bryant dans le comté de Dade, elle visait à interdire les membres de la communauté homosexuelle dans le monde de l'enseignement ainsi qu'une série d'autres emplois.
La proposition 6 a notamment été combattue par le conseiller municipal homosexuel de San Francisco, Harvey Milk, et par la militante lesbienne Sally Miller Gearhart, qui sont apparus comme les principaux contradicteurs de Briggs, notamment dans un débat télévisé resté célèbre. Le texte a également été rejeté par une partie même des conservateurs, parmi lesquels l'ancien gouverneur républicain Ronald Reagan, qui y voyait un projet de loi liberticide.
L'Initiative Briggs a finalement été rejetée par 3 969 120 voix (58,4 %) contre 2 823 293 (41,6 %). Cette victoire de la communauté LGBT en Californie a marqué l'arrêt de la vague de référendum locaux visant à abolir les textes protégeant les homosexuels des discriminations.

## Issue du scrutin
L'initiative a été déboutée le 7 novembre 1978. Elle s'est même soldée par un échec au sein du bastion conservateur inhérent au compté d'Orange auquel John Briggs, proposant de l'initiative, était pourtant lui-même affilié.
| Choix                           | Votes     | %    |
| ------------------------------- | --------- | ---- |
| Référendum rejeté               | 3 969 120 | 58,4 |
|                                 | 2 823 293 | 41,6 |
| Votes valides                   | 6 792 413 | 95,3 |
| Votes invalides ou votes blancs | 339 797   | 4,7  |
| Total des votes                 | 7 132 210 | 100  |

## Dans la culture populaire
La proposition 6 est l'un des thèmes centraux du film de 2008 Harvey Milk.
Elle constitue aussi le titre du troisième épisode attaché à la série américaine When We Rise relatant un segment ciblé de l'histoire afférente à l'émancipation du mouvement LGBT.
Cet épisode est également relaté dans le documentaire Sally! de la réalisatrice Deborah Craig en 2024,.